# Alvin Lee
Alvin Lee, nome artístico de Graham Alvin Barnes (Nottingham, 19 de dezembro de 1944 – Marbella, 6 de março de 2013) foi um cantor e guitarrista britânico, mais conhecido como fundador da banda de blues rock Ten Years After. Ele foi influenciado pela coleção de discos de jazz e blues de seus pais , mas foi o advento do rock and roll que despertou seu interesse.
A performance de Lee no Festival de Woodstock foi capturada em filme no documentário do evento, e sua execução 'fast-relâmpago'  ajudou a catapultá-lo ao estrelato.  Logo a banda tocava arenas e estádios ao redor do globo. O filme levou a música de Lee para uma audiência mundial, embora mais tarde lamentasse que havia perdido a liberdade perdida e a dedicação espiritual com seu público anterior.
Lee foi nomeado "o guitarrista mais rápido do Oeste", e considerado um precursor do estilo rápido de tocar que iria se desenvolver na década de 1980.
Ten Years After teve sucesso, lançando dez álbuns juntos, mas em 1973, Lee estava se sentindo limitado pelo estilo da banda. A mudança para a Columbia Records resultou em um hit de rádio, " Eu adoraria mudar o mundo ", mas Lee preferia o blues-rock ao pop ao qual a gravadora os dirigia. Ele deixou o grupo após o segundo LP do Columbia. Com o pioneiro do rock cristão americano Mylon LeFevre , juntamente com os convidados George Harrison , Steve Winwood , Ronnie Wood e Mick Fleetwood , ele gravou e lançou On the Road to Freedom , um álbum aclamado que estava na vanguarda da música.rock do país . Também em 1973, ele participou do álbum duplo de Jerry Lee Lewis, The Session ... Gravado em Londres com grandes artistas gravados em Londres, apresentando muitas outras estrelas convidadas, incluindo Albert Lee , Peter Frampton e Rory Gallagher . Um ano depois, em resposta a um desafio, Lee formou a Alvin Lee & Company para fazer um show no Rainbow in London e o lançou como um álbum ao vivo duplo, In Flight . Vários membros da banda continuaram com Lee nos próximos dois álbuns, Pump Iron! e deixe-o balançar . No final de 1975, ele tocou guitarra por algumas faixas no disco de Bo Diddley .O 20º aniversário do álbum all-star do Rock 'n' Roll . Ele terminou a década de 1970 com uma roupa chamada "Ten Years Later", com Tom Compton na bateria e Mick Hawksworth no baixo, que lançou dois álbuns, Rocket Fuel (1978) e Ride On (1979), e excursionou extensivamente pela Europa e Estados Unidos.
A década de 1980 trouxe outra mudança na direção de Lee, com dois álbuns que foram colaborações com pássaro raro de Steve Gould , e uma turnê com o ex- John Mayall e Rolling Stones 'guitarrista Mick Taylor se juntar a sua banda.
A produção musical geral de Lee inclui mais de vinte álbuns, incluindo Detroit Diesel , de 1987, About Time , de 1989 , gravado em Memphis com o produtor Terry Manning , e as coleções dos anos 90 de Zoom e Nineteen Ninety-Four (título americano I Hear You Rockin ' ) dos anos 90 . . Os artistas convidados nos dois álbuns incluíram George Harrison.
No Tennessee , gravado com Scotty Moore e DJ Fontana , foi lançado em 2004. O último álbum de Lee, Still on the Road to Freedom , foi lançado em setembro de 2012.
Lee morreu em 6 de março de 2013 na Espanha.  Ele morreu de "complicações imprevistas após um procedimento cirúrgico de rotina" para corrigir uma arritmia atrial. Ele tinha 68 anos. Seus ex-colegas de banda lamentaram sua morte. Leo Lyons o chamou de "a coisa mais próxima que eu tinha de um irmão", enquanto Ric Lee (sem parentesco) disse "eu não acho que ele tenha caído ainda sobre a realidade de sua morte". A Billboard destacou performances marcantes como " I'm Going Home " do festival Woodstock e seu hit de 1971 " Adoraria mudar o mundo ".

## Discografia solo
- On the Road to Freedom (com Mylon LeFevre, 1973)
- In Flight (1974)
- Pump Iron! (1975)
- Let It Rock (1978)
- Rocket Fuel (1978)
- Ride On (1979)
- Free Fall (1980)
- RX5 (1981)
- Detroit Diesel (1986)
- Zoom (1992)
- Nineteen Ninety-Four (1994)
- In Tennessee (2004)
- Saguitar (2007)
- Still on the Road to Freedom (2012)